# Laze pri Gorenjem Jezeru
Laze pri Gorenjem Jezeru este o localitate din comuna Cerknica, Slovenia, cu o populație de 16 locuitori.